# Ken Mitchell (Radsportler)
Ken Mitchell (* 15. September 1930 in York) ist ein ehemaliger britischer Radrennfahrer und nationaler Meister im Radsport.

## Sportliche Laufbahn
Mitchell wurde 1950 Zweiter der nationalen Meisterschaft in der Einerverfolgung der Amateure hinter Cyril Cartwright. 1952 bestritt er mit fünf weiteren britischen Bahnfahrern in Vorbereitung auf die olympischen Wettkämpfe eine Wettkampfreise durch Südafrika. Die britischen Fahrer unterlagen überraschend in beiden ausgetragenen Länderkämpfen in Johannesburg und in Paarl gegen die südafrikanische Nationalmannschaft, gewannen aber eine Reihe einzelner Bahnwettbewerbe. In der Saison 1953 gewann er dann den Titel vor Peter Brotherton. 1954 wurde er Unabhängiger in einem kleinen britischen Radsportteam, 1956 dann Berufsfahrer und gewann den Titel im Bergzeitfahren der Profis.
1955 fuhr er die Tour de France und schied auf der 11. Etappe aus.